# Hans Kamp
Johan Anthony Willem “Hans” Kamp (Den Burg, Texel, 5 de septiembre de 1940) es un filósofo y lingüista neerlandés, figura central de la semántica formal y conocido por introducir la teoría de la representación del discurso (Discourse Representation Theory, DRT) a inicios de los años ochenta.

## Biografía
Kamp nació en Den Burg (Texel), Países Bajos, en 1940. Cursó Física y Matemáticas en la Universidad de Leiden (B.A., 1961) y obtuvo el Doctorado en Lógica, Fundamentos de la Matemática y Filosofía de las ciencias empíricas en la Universidad de Ámsterdam (1965). Se doctoró en Filosofía en Universidad de California en Los Ángeles (1968) con la tesis Tense Logic and the Theory of Linear Order bajo la dirección de Richard Montague. Su tribunal incluyó a Chen Chung Chang, Alonzo Church, David Kaplan, Yiannis N. Moschovakis y Jordan Howard Sobel.
Inició su carrera como profesor asistente de Filosofía en la Universidad Cornell (1968–1970) y luego en Matemáticas en la Universidad de Ámsterdam (1970–1971). Fue lecturer y reader en Filosofía en la Universidad de Londres (1971–1983), profesor en la Universidad de Massachusetts Amherst (1982–1984) y en la Universidad de Texas en Austin (1984–1988). En 1988 asumió la cátedra de Lógica formal y Filosofía del lenguaje en el Instituto para el Procesamiento del Lenguaje Natural (IMS) de la Universidad de Stuttgart, donde enseñó hasta su jubilación en 2008. Entre 2009 y 2017 fue profesor visitante de Lingüística y Filosofía en laUniversidad de Texas en Austin.

## Aportaciones filosóficas y lingüísticas

### Lógica temporal y el operador “ahora”
En los años sesenta y setenta, Kamp trabajó en lógica temporal influido por Arthur Prior. Introdujo técnicas de doble indexación para tratar el tiempo deíctico, un antecedente clave de su posterior enfoque dinámico del significado.

### “Permiso de libre elección”
En Free Choice Permission, Kamp formuló el célebre rompecabezas del permiso de libre elección (por ejemplo, Puedes tomar té o café ⇒ parece autorizar cada disyunto), que abrió un programa de investigación sobre modalidad, disyunción y fortalecimiento inferencial.

### Teoría de la representación del discurso (DRT)
Su ensayo A Theory of Truth and Semantic Representation (1981) presentó la DRT, un marco que dinamiza la interpretación: el significado de una oración actualiza una estructura de representación del discurso (DRS) que acumula referentes, condiciones e información contextual, posibilitando explicar la anáfora interoracional, los oraciones burro, la cuantificación dependiente del contexto, la proyección de presuposiciones y los efectos de foco/información nueva. La versión canónica sería From Discourse to Logic (1993), libro escrito junto a Uwe Reyle. La DRT se desarrolló independientemente y en paralelo con File Change Semantics and the Familiarity Theory of Definiteness de Irene Heim, convergencia que dio lugar a la semántica dinámica contemporánea.
Actualizaciones y panoramas de la DRT aparecen en capítulos posteriores de manuales de semántica formal. En estos se sistematizan el cálculo de DRS de primer orden, la resolución anafórica, la presuposición como acomodación y extensiones para nombres propios, especificidad epistémica y estructura informativa.

### Tiempo, aspecto y referencia temporal
Kamp desarrolló una teoría de la referencia temporal en textos con y sin marcas temporales explícitas. 

### Actitudes proposicionales y estados mentales
Junto con Nicholas Asher, Kamp propuso una arquitectura representacional para actitudes (i.e., creer, saber, desear) y autorreferencia.  En años recientes ha articulado MSDRT (Mental State DRT), una extensión de la DRT a representaciones de estados mentales y su dinámica en la comprensión del discurso.

### Vaguedad y semántica léxica
En The Paradox of the Heap (1981) abordó el sorites desde la lógica y la semántica. Más tarde, con Galit Sassoon, contribuyó al tratamiento formal de la vaguedad. Con Barbara H. Partee defendió la compatibilidad entre teoría de prototipos y composicionalidad.

## Influencia y reconocimientos
La DRT se convirtió en un marco de referencia en semántica y pragmática, y motivó desarrollos como la Lógica Predicativa Dinámica, además de nutrir el análisis de definitud, nombres propios, cuantificación, presuposición y actitudes. 
En 2024, la Real Academia de las Ciencias de Suecia otorgó a Kamp y Heim el premio Schock por la “concepción y desarrollo temprano de la semántica dinámica del lenguaje natural”.
Kamp recibió el Max-Planck-Forschungspreis (1992, junto con Partee) y el Premio Jean Nicod (1996).
Es un miembro correspondiente de la Academia Británica (1997), miembro de la Academia Europæa (2006) y miembro internacional honorario de la Asociación Estadounidense para el Avance de la Ciencia (2015). Se le ha sido otorgado del grado de doctor honoris causa por la Universidad de Tilburg (1987) y la Université de Lorraine (2014).

## Obras seleccionadas
- Kamp, Hans (1971). "To the memory of Arthur Prior Formal properties of ‘now’". Theoria 37 (3): 227-273.
- Kamp, Hans (1973). “Free Choice Permission”. Proceedings of the Aristotelian Society 74: 57–74.
- Kamp, Hans (2002). "A Theory of Truth and Semantic Representation", in: P. H. Portner & B. H. Partee (eds), Formal Semantics - the Essential Readings. Blackwell. pp. 189-222. Reprint 2004.
- Kamp, Hans (2024). “Can’t Believe It Went By So Fast”, Annual Review of Linguistics 10 (10): 1-16.
- Kamp, Hans; Partee, Barbara (1995). "Prototype theory and compositionality". Cognition 57 (2): 129-191.
- Kamp, Hans; Reyle, Uwe (1993). From Discourse to Logic. Introduction to Modeltheoretic Semantics of Natural Language, Formal Logic and Discourse Representation Theory. Springer Dordrecht.
- Kamp, Hans; Reyle, Uwe (1996). "A calculus for first order Discourse Representation Structures". Journal of Logic, Language and Information 5 (3): 297-348.
- Kamp, Hans; Rohrer, Christian (1983), "Tense in texts", in: R. Bäurle, C. Schwarze & A. von Stechow (eds), Meaning, use, and interpretation of language, Walter de Gruyter, p. 250-269.
- Kamp, Hans; Van Genabith, Josef; Reyle, Uwe (2011). "Discourse Representation Theory", in: Gabbay, Dov M. (ed), Gabbay, D., Guenthner, F. (eds) Handbook of Philosophical Logic. Springer Netherlands. pp. 125-394.